# Simatai

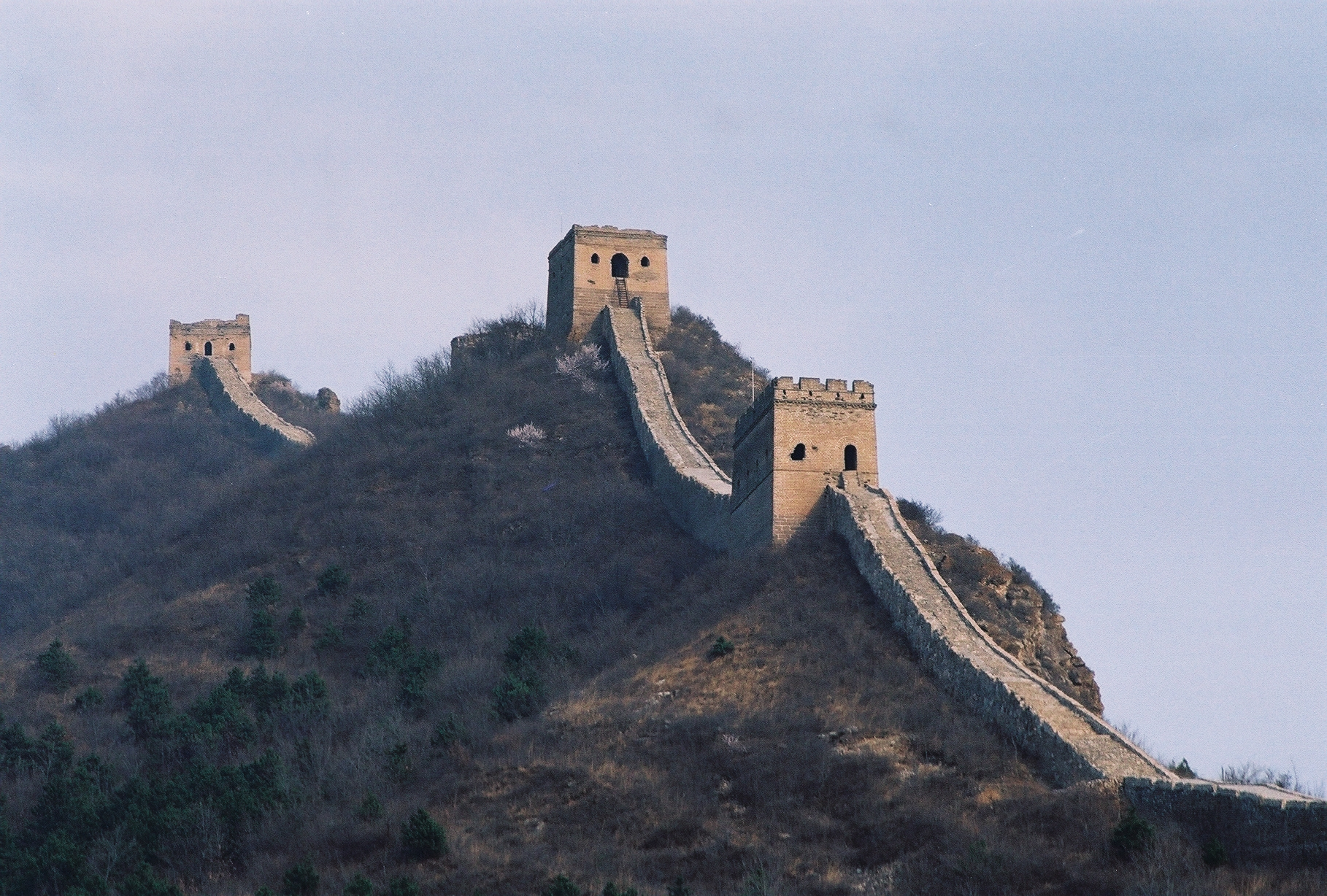
Vista de la Gran muralla china en Simatai.

Simatai, (en chino tradicional, 司馬臺; en chino simplificado, 司马台; pinyin, Sīmǎtái) es una sección de la Gran Muralla china situada al nordeste de Pekín en el condado de Miyun. Este tramo de muralla se encuentra a algo más de 100 kilómetros de Pekín y es uno de los menos frecuentados, al ser también uno de los más lejanos.
Muchos de sus kilómetros están sin restaurar, y aunque están bien conservados es difícil recorrerlos: además de varios sectores hundidos existen tramos de hasta 70° de pendiente que, literalmente, exigen ser escalados. En contrapartida se pueden encontrar paisajes de gran belleza, alejados de la masificación turística y social.
En Simatai se pueden observar numerosas torres de vigilancia y muros de obstrucción, pequeñas murallas dentro de la muralla.
La subida a este tramo de la Gran Muralla se puede hacer en Teleférico, incluir un pequeño tramo de un llamado tren o riel turístico, y el descenso se puede realizar a través de un cable en tirolina que cruza sobre un pequeño embalse.
Muy cerca de Simatai se encuentra el tramo de Jinshanling.